# Pangkalan Kerinci Timur
Pangkalan Kerinci Timur is een bestuurslaag in het regentschap Pelalawan van de provincie Riau, Indonesië. Pangkalan Kerinci Timur telt 30.512 inwoners (volkstelling 2010).